# Dren (Demir Kapiya)
Dren (en macédonien Дрен) est un village du sud de la Macédoine du Nord, situé dans la municipalité de Demir Kapiya. Le village comptait 94 habitants en 2002.

## Démographie
Lors du recensement de 2002, le village comptait :
- Macédoniens : 94